# Lőrincz Emil (labdarúgó, 1921)
Lőrincz Emil (1921 – 1977. január) labdarúgó, hátvéd. Fia Lőrincz Emil válogatott labdarúgó.

## Pályafutása
1936-ban igazolta le a Ferencvárosi Vasutas.
1946 és 1954 között a Bp. Vasas labdarúgója volt. Az élvonalban 1949. március 20-án mutatkozott be a Kispest ellen, ahol csapat 2–0-s vereséget szenvedett. Tagja volt az 1953-as idényben bajnoki bronzérmet szerzett csapatnak. Az élvonalban 138 mérkőzésen szerepelt és öt gólt szerzett.

## Sikerei, díjai
- Magyar bajnokság
  - 3.: 1953